# Ge Xinai
Dans ce nom chinois, le nom de famille, Ge, précède le nom personnel Xinai.
Ge Xinai (en chinois : 葛新爱 ; née en 1953) est une pongiste chinoise. Elle a remporté plusieurs médailles mondiales dont un titre en simple en 1979 et trois par équipe en 1975, 1977 et 1979, une médaille d'argent dont une en double en 1979 ainsi que trois médailles de bronze dont deux en simple en 1975 et 1977 et une en double en 1977.
En 2003, elle a été promue dans l'ITTF Hall of Fame.